# リック・ハリス
リック・ハリス（Richard "Rick" Harris、1948年1月30日または1955年1月30日 - 2025年1月9日）は、アメリカ合衆国の元プロレスラー。アーカンソー州テクサーカナ生まれ、ノースカロライナ州ファイエットビル出身。
ブラック・バート（Black Bart）のリングネームで知られ、テキサスやフロリダなどのアメリカ南部を主戦場に、ヒールのポジションで活動した。

## 来歴
デビュー後は地元のノースカロライナを本拠地とするジム・クロケット・ジュニア主宰のミッドアトランティック・チャンピオンシップ・レスリングにおいて、リック・ハリス（Rick Harris）の名義で活動。前座試合でエイブ・ジェイコブズやジョニー・ウィーバーなどベテランの試合巧者と対戦してキャリアを積み、1981年6月13日にはスウィート・エボニー・ダイヤモンドが保持していたNWAミッドアトランティックTV王座に挑戦した。
その後はジム・バーネット主宰のジョージア・チャンピオンシップ・レスリングに参戦。1982年2月28日にアトランタで行われたワンナイト・タッグ・トーナメントにはモンゴリアン・ストンパーと組んで出場したが、アメリカ遠征中だったジャンボ鶴田&天龍源一郎に1回戦で敗退した。翌1983年6月27日、ロン・フラー主宰のサウスイースタン・チャンピオンシップ・レスリングにて、リッキー・ギブソンからNWAアラバマ・ヘビー級王座を奪取。同年8月には全日本プロレスに初来日している。
1984年、フロリダにてダスティ・ローデスのアイデアにより、西部開拓時代に実在したアウトローと同名のブラック・バート（Black Bart）にリングネームを変更。ロン・バスのパートナーとなってカウボーイ系タッグチームのロング・ライダーズ（The Long Riders）を結成し、バリー・ウインダム&マイク・ロトンドを相手にUSタッグ王座を巡る抗争を展開した、シングルでは同年1月にブラックジャック・マリガンからブラスナックル王座を奪取。5月17日にはケリー・フォン・エリックが保持していたNWA世界ヘビー級王座に挑戦した。
1984年8月からはバスとのロング・ライダーズとして、マネージャーのJ・J・ディロンと共に古巣のミッドアトランティック地区に参戦。NWAミッドアトランティック・タッグ王座の最後のチャンピオン・チームとなり、シングルでもマニー・フェルナンデスらとタイトルを争ったが、1985年下期にバスと仲間割れ。11月28日開催の『スターケード』ではフェイスターンしたバスとのブルロープ・デスマッチが行われた。ロング・ライダーズ解散後はシングルプレイヤーとなり、1986年3月18日にサム・ヒューストンからNWAミッドアトランティック・ヘビー級王座を奪取、9月2日にロニー・ガービンに敗れるまで戴冠した。
その後はテキサス州ダラスのWCCW（WCWA）に参戦、1986年9月15日にクリス・アダムスを破りWCWA世界ヘビー級王座を獲得。ケビン・フォン・エリックやスコット・ケーシーと抗争を展開し、ブルーザー・ブロディとも対戦した。翌1987年1月、当時ダラスとの提携ルートを持っていた新日本プロレスに来日。開幕戦ではコンガ・ザ・バーバリアンとタッグを組み、アントニオ猪木&武藤敬司と対戦した。
以後、ビル・ワットのUWFなどへの転戦を経て、1989年は古巣のフロリダにてボビー・ジャガーズやトニー・アンソニーとサザン・フォース（The Southern Force）なる南部人ユニットを結成、若手時代のナスティ・ボーイズやマイク・グラハム&ダスティン・ローデスとタッグ王座を争った。同年下期はテネシー州メンフィスのCWAに登場、6月26日にジェフ・ジャレット、9月11日にテキサス・ダートを破り、CWAヘビー級王座を2回獲得した。
1990年代初頭はジョバーとしてWWFやWCWに出場。1991年下期からはダラスの新団体GWFに定着、1992年10月にはジョニー・マンテルをパートナーに、当時エボニー・エクスペリエンスと名乗っていたハーレム・ヒートからGWFタッグ王座を奪取している。1994年には、一時的に再結成されたファビュラス・フリーバーズとも対戦した。GWFの活動停止後は、1996年にビッグ・トレイン・バート（Big Train Bart）のリングネームでWCWに単発出場していた。
トレーナーとしても活動しており、GWF時代のジョン・レイフィールドをはじめ、ネクロ・ブッチャーなどが彼の指導を受けた。
2025年1月9日朝5時26分、ステージ4の結腸癌の肝臓転移により死去した。2023年3月にこの病気が見つかり治療を受けたが、最晩年は医療処置をあきらめ、自宅で静養していた。76歳没。

## 得意技
- テキサス・トラッシュ・コンパクター（Texas Trash Compactor） - セカンドロープからのダイビング・レッグ・ドロップ[3]
- パイルドライバー
- エルボー・ドロップ
- アバランシュ・ホールド

## 獲得タイトル
サウスイースタン・チャンピオンシップ・レスリング
- NWAアラバマ・ヘビー級王座：1回[7]

チャンピオンシップ・レスリング・フロム・フロリダ
- NWAブラスナックル王座（フロリダ版）：1回[10]
- NWA USタッグ王座（フロリダ版）：3回（w / ロン・バス）[9]
- FCW / PWFタッグ王座：2回（w / ボビー・ジャガーズ、トニー・アンソニー）[18]

ミッドアトランティック・チャンピオンシップ・レスリング
- NWAブラスナックル王座（ミッドアトランティック版）：2回[23]
- NWAナショナル・ヘビー級王座：1回[24]
- NWAミッドアトランティック・ヘビー級王座：1回[14]
- NWAミッドアトランティック・タッグ王座：1回（w / ロン・バス）[12]

ワールド・クラス・レスリング・アソシエーション
- WCWA世界ヘビー級王座：1回[15]

コンチネンタル・レスリング・アソシエーション
- CWAヘビー級王座：2回[19]

グローバル・レスリング・フェデレーション
- GWFブラスナックル王座：1回
- GWFタッグ王座：3回（w / ビル・アーウィン、ジョニー・マンテル、ジョニー・ホーク）[20]